# Sebastián Soler
Sebastián Soler (Sallent, Barcelona, España, 30 de junio de 1899 – Buenos Aires, Argentina, 12 de septiembre de 1980) fue un jurista especializado en Derecho Penal, profesor universitario y de facto procurador general de la Nación Argentina durante la dictadura de Eduardo Lonardi.

## Carrera judicial
Fue traído a corta edad a la Argentina y creció en la ciudad de Córdoba, donde estudió, y se recibió de abogado en la Universidad Nacional de Córdoba en 1924. En sus años de universitario adhirió a los principios de la “Reforma universitaria” y, al igual que Germán Arciniegas y Saúl Taborda consideraba que el movimiento debía ceñirse a la formación universitaria y cultural e impulsar un claro americanismo para formar ciudadanos con capacidad de crítica en el marco de un liberalismo socializante.
Se naturalizó argentino y trabajó en la docencia y en la Dirección de Cárceles de la provincia; más adelante fue nombrado juez en las ciudades de Santa Fe y Rosario. Fue ascendido a vocal de la Cámara de Apelaciones en esta ciudad y en 1947 fue exonerado por el gobierno peronista. En este año renunció a las cátedras que dictaba en Córdoba en solidaridad con el rector de la Universidad de Córdoba que sufría persecución política.
El presidente de facto Eduardo Lonardi lo nombró procurador general de la Nación por Decreto N.º 415 del 6 de octubre de 1955 y juró con los jueces de la nueva Corte el 7 de ese mes. Entre los dictámenes que produjo, se destacó el del caso Mouviel, Raúl Oscar y otros s/desórdenes, art. 1° inc. c). Escándalo, art.. 1° inc. a)" - CSJN - 17/05/1957, publicado en Fallos de la Corte Suprema de Justicia de la Nación  tomo 237, folio 636, donde, contradiciendo la doctrina que había venido sosteniendo la Corte en diversas composiciones, propició se declarara la nulidad de los edictos policiales, que creaban penas fuera de la ley, lo cual fue aceptado por el Tribunal. Por esa época integró la Comisión de Estudios Constitucionales que formó el gobierno militar para informar sobre la posibilidad de una reforma constitucional, junto a Juan A. González Calderón y a Carlos Sánchez Viamonte, aunque este último dejó el cargo.
Renunció a su cargo de procurador al asumir el gobierno constitucional y su dimisión fue aceptada por Decreto N.º 51 del 8 de mayo de 1958.

## Actividad científica
Fue un jurista especialista en Derecho Penal que estudió en profundidad la doctrina alemana y, en especial, la de Ernst von Beling que mucho influyó en su obra, destacándose por la profundidad y rigurosidad con la que encaraba los temas que analizaba.
En 1929 publicó Exposición y crítica de la teoría del estado peligroso y al año siguiente tradujo la obra Grundzûge des Strafrechts de Ernst von Beling, con el título Esquema de derecho penal . La doctrina del delito-tipo en cuya edición de 1944 de Editorial Depalma incluía el estudio de Beling, Die Lehre vom Tatbestand .
A partir de 1940 comenzó a publicar  Tratado de derecho penal, que se completó en 5 tomos. Fue autor es Las palabras y la ley, en la que analizó el realismo jurídico, esa teoría del Derecho que dice que el Derecho es lo que los jueces dicen que es, doctrina que tuvo su origen principal en las universidades norteamericanas de la década de 1930. El libro motivó una réplica de Genaro Carrió titulada Algunas palabras sobre las palabras de la ley  que, a su vez, originó la respuesta de Soler con un artículo que se llamó La ley y el súbdito , publicado en la revista La Ley .  
También escribió Fe en el Derecho , en el cual incluye una crítica a la posición de Kelsen sobre la llamada norma individual y escribió asimismo una crítica a la teoría del estado peligroso, que en su momento creyó poder reemplazar el derecho con psicología y medicina. Otras obras fueron Temas liberales (marxistas y autoritarios)  y Ley, historia y libertad.
Redactó con Alfredo Vélez Mariconde el Código procesal penal de Córdoba en 1938 y al año siguiente presentaron el “Proyecto de código procesal penal para la Capital Federal”. Es autor del  Proyecto de Código Penal Argentino en 1960 un proyecto claro conciso el cual incorporaba los principios de la dogmática jurídica y motivó estudios jurídicos científicos y brillantes debates en el Congreso de la Nación enriqueciendo nuestro acervo cultural y jurídico.
Por otra parte, participó en numerosos congresos de su especialidad en el país y en el extranjero. Como profesor de derecho penal, parte general, en la Facultad de Derecho de Buenos Aires, se destacó por la profundidad de sus conocimientos y la facilidad con que los transmitía.[cita requerida]
Fue miembro de las Academias nacionales de Derecho (desde 1971) y de Ciencias Morales y Políticas (desde 1974) y de él se dijo que "es sinónimo de derecho penal y su monumental “Tratado de Derecho penal” es el exponente más contundente.
Falleció en Buenos Aires el 12 de septiembre de 1980 a raíz de una pulmonía.